# Nagytótfalu
Nagytótfalu es un pueblo ubicado en el distrito de Siklós, en el condado de Baranya, Hungría.

## Superficie
Posee una superficie de 11,17 kilómetros cuadrados.

## Demografía
Hasta 2019 la población era de 325 habitantes, con una densidad de población de 29,10 habitantes por kilómetro cuadrado.